# A szenvedélyek lángjai
A szenvedélyek lángjai (eredeti cím: Pasión de gavilanes) 2003 és 2022 között futott amerikai–kolumbiai televíziós filmsorozat, amelyet Rodrigo Triana rendezett. A forgatókönyvet Julio Jiménez írta, a zenéjét Nicolás Uribe szerezte, a főszerepeket Danna García és Mario Cimarro játszották. Amerikában 2003-tól 2004-ig a Telemundo vetítette az első évadot, Kolumbiában 2003-tól 2004-ig a Caracol TV sugározta, Magyarországon 2013-ban az M1 és a Duna TV adta. A második évad csaknem két évtizeddel később, 2022-ben került bemutatásra. 

## Ismertető
Libia Reyes a három fivérével együtt él. A fivérei neve: Juan, Óscar és Francó. Libia titokban szokott találkozgatni szerelmével, akinek sok pénze van, és jóval idősebb nála. A szerelme neve: Bernardo Elizondó. Amikor erre rádöbbennek fivérei, hogy van egy szerelme, akkor mindenképpen féken akarják tartani köztük a románcot. Bernardo hiába bizonygatja azt, hajlandó rá, hogy Libiát feleségül vegye. Egyikük sem tud róla, hogy Bernardo nős és vannak lányai is, akik már nagykorúak. 

## Szereplők

### Főszereplők
| Színész(nő)           | Szerepnév                               | Megjegyzés | Magyar hang       | Évad |
| --------------------- | --------------------------------------- | --- | ----------------- | ---- |
| Danna García          | Norma Elizondo Acevedo de Reyes         | Bernardo és Gabriela 2. lánya, Jimena és Sara testvére, Fernando 1. felesége' később Juan felesége; Juan David, Erick és León édesanyja         | Mezei Kitty       | 1-2  |
| Mario Cimarro         | Juan Reyes Guerrero                     | Ana María és Sebastián 1. fia, Óscar, Franco és Libia testvére; Juan David, Erick és León édesapja                                              | Zöld Csaba        | 1-2  |
| Paola Rey             | Jimena Elizondo Acevedo de Reyes        | Bernardo és Gabriela 3. lánya, Norma és Sara testvére, Óscar felesége                                                                           | Molnár Ilona      | 1-2  |
| Jorge Cao             | Martín Acevedo                          | Gabriela Acevedo édesapja, régebben tábornok volt                                                                                               | Forgács Gábor     | 1    |
| Juan Alfonso Baptista | Óscar Reyes Guerrero                    | Ana María és Sebastián 2. fia, Juan, Franco és Libia testvére, Jimena férje                                                                     | Moser Károly      | 1-2  |
| Michel Brown          | Franco Reyes Guerrero                   | Ana María és Sebastián 3. fia, Juan, Óscar és Libia testvére, később Sara férje                                                                 | Markovics Tamás   | 1-2  |
| Gloria Gómez          | Eva Rodríguez                           | Házvezetőnő az Elizondo-házban, később a Reyes-birtokon; Ruth édesanyja                                                                         | Andresz Kati      | 1    |
| Kristina Lilley       | Gabriela Acevedo de Elizondo            | Martín lánya, Bernardo felesége/özvegye, Norma, Jimena és Sara édesanyja                                                                        | Farkasinszky Edit | 1-2  |
| Natasha Klauss        | Sara 'Sarita' Elizondo Acevedo de Reyes | Bernardo és Gabriela 1. lánya, Norma és Jimena testvére, később Franco 2. felesége; Andrés és Gaby édesanyja                                    | F. Nagy Erika     | 1-2  |
| Ana Lucía Domínguez   | Libia Reyes (és) Ruth Uribe             | Ana María és Sebastián lánya; Juan, Óscar és Franco testvére / Raquel és Calixto nevelt lánya, valójában Eva és Anibal lánya, Antonio barátnője | Sánta Mária       | 1    |
| Zharick León          | Rosario Montes                          | Énekesnő az Alcala-bárban; Armando felesége, később Samuel felesége, Muriel édesanyja                                                           | Kelemen Kata      | 1-2  |
| Juan Sebastián Aragón | Armando Navarro                         | Az Alcala-bár tulajdonosa, Rosario 1. férje, Fernando barátja                                                                                   | Renácz Zoltán     | 1    |
| Juan Pablo Shuk       | Fernando Escandón                       | Norma 1. férje, Gabriela 2. férje | Szatmári Attila   | 1    |
| Sergio Goyri          | Samuel Caballero                        | Muriel édesapja |                   | 2    |
| Bernardo Flores       | Juan David Reyes Elizondo               | Norma és Juan legidősebb fia, Erick és León testvére                                                                                            |                   | 2    |
| Camila Rojas          | Muriel Caballero Montes                 | Rosario és Samuel lánya |                   | 2    |
| Juan Manuel Restrepo  | León Reyes Elizondo                     | Norma és Juan fia, Juan David testvére, Erick ikertestvére                                                                                      |                   | 2    |
| Sebastián Osorio      | Erick Reyes Elizondo                    | Norma és Juan fia, Juan David testvére, León ikertestvére                                                                                       |                   | 2    |
| Yare Santana          | Gabriela 'Gaby' Reyes Elizondo          | Sara és Franco lánya, Andrés testvére |                   | 2    |
| Jerónimo Cantillo     | Andrés Reyes Elizondo                   | Sara és Franco fia, Gaby testvére |                   | 2    |
| Ángel de Miguel       | Albín Duarte                            | Andrés barátja |                   | 2    |
| Alejandro López       | Demetrio Jurado                         | |                   | 2    |
| Germán Quintero       | Martin Acevedo (2.)                     | Gabriela Acevedo édesapja |                   | 2    |
| Boris Schoemann       | Pablo Gunter                            | |                   | 2    |
| Katherine Porto       | Romina Clemente                         | Duván édesanyja |                   | 2    |

### Vendég- és mellékszereplők
| Színész(nő)             | Szerepnév                          | Megjegyzés                                                                          | Évad |
| ----------------------- | ---------------------------------- | ----------------------------------------------------------------------------------- | ---- |
| Alberto Marulanda       | Miguel Barragán Garrido            | Hortencia és Filemón fia, Manolo és Abraham testvére                                | 1    |
| Alexander Palacio       | Louis Rubinsky                     | Bűnőző Armando szolgálatában                                                        | 1    |
| Ana Soler               | Emilce Reinoso                     | Fogorvos, Dennis édesanyja, Norma barátnője                                         | 1    |
| Andrea Villareal        | Francisca 'Pachita' López          | Énekesnő az Alcala-bárban                                                           | 1    |
| Andrés Midon            | Aníbal Guerrero                    | Geológus, Ana María testvére, Ruth édesapja                                         | 1    |
| Andrés Felipe Martínez  | Malcolm Ríos                       | Ékszertolvaj, intéző a Trueba-birtokon, később az Elizondo-birtokon                 | 1    |
| Camilo Andrés Pinzón    | Dennis Reinoso                     | Emilce fia                                                                          | 1    |
| Carlos Alberto Sánchez  | Manolo Barragán Garrido            | Hortencia és Filemón fia, Miguel és Abraham testvére                                | 1    |
| Carlos Duplat           | Agapito Cortéz                     |                                                                                     | 1    |
| Carmenza González       | Quintina Canosa                    | Cseléd a Reyes-házban                                                               | 1-2  |
| Carolina Beltran        | Esperanza                          | Filemón barátnője                                                                   | 1    |
| Clemencia Guillén       | Carmela Gordillo                   | Ékszertolvaj, házvezetőnő a Trueba-birtokon, később az Elizondo-birtokon            | 1    |
| Consuelo Luzardo        | Melissa de Santos                  | Leandro és Benito édesanyja                                                         | 1    |
| Gabriela García         | Juan David Reyes Elizondo (gyerek) | Norma és Juan fia (0-1 évesen)                                                      | 1    |
| Germán Rojas            | Bernardo Elizondo                  | Gazdag földbirtokos, Gabriela férje, Norma, Jimena és Sara édesapja, Libia szerelme | 1    |
| Fernando Corredor       | Calixto Uribe                      | Raquel férje, Ruth nevelőapja                                                       | 1    |
| Gaoffrey Deakin         | Arthur Klauss                      | Pepita vőlegénye                                                                    | 1    |
| Giovanni Suárez         | Benito Santos                      | Melissa fia, Leandro testvére                                                       | 1    |
| Guillermo Villa         | Epifanio atya                      | Pap                                                                                 | 1    |
| Herbert King            | Herzog Vargas                      | Bűnőző Armando szolgálatában                                                        | 1    |
| Inés Prieto             | Hortencia de Barragán              | Filemón felesége; Miguel, Manolo és Abraham édesanyja                               | 1    |
| Isabel Campos           | Concepcion 'Conchita' de Coronado  | Leonidas felesége, Antonio édesanyja                                                | 1    |
| Jacqueline Henriquez    | Úrsula de Rosales                  | Zacarías felesége, Dinora édesanyja                                                 | 1    |
| Júlio del Mar           | Dr. Leonidas Coronado              | Orvos, Concepcion férje, Antonio édesapja                                           | 1    |
| Lady Noriega            | Pepita Ronderos                    | Énekesnő az Alcala bárban                                                           | 1    |
| Linda Madrigal          | Emilia                             |                                                                                     | 1    |
| Leonelia González       | Belinda Rosales                    | Dinora unokatestvére                                                                | 1    |
| Lorena Meritano         | Dinora Rosales                     | Zacarías és Úrsula lánya, Belinda unokatestvére                                     | 1    |
| María Margarita Giraldo | Raquel Santos de Uribe             | Calixto felesége, Ruth nevelőanyja, Benito és Leandro nagynénje                     | 1    |
| Margarita Durán         | Cecilia                            | Raquel és Rosita barátnője                                                          | 1    |
| Margarita Amado         | Rosita                             | Raquel és Cecilia barátnője                                                         | 1    |
| Pedro Roda              | Olegario                           | Intéző az Elizondo-birtokon                                                         | 1    |
| Ricardo Herrera         | Antonio Coronado                   | Leonidas és Concepcion fia, Ruth szerelme                                           | 1    |
| Samuel Hernández        | Zacarías Rosales                   | Földbirtokos, Úrsula férje, Dinora édesapja                                         | 1    |
| Sebastián Boscán        | Leandro Santos                     | Divattervező, Melissa fia, Benito testvére, Raquel unokaöccse                       | 1    |
| Sigifredo Vega          | Filemón Barragán                   | Hortencia férje; Miguel, Manolo és Abraham édesapja                                 | 1    |
| Talú Quintero           | Eduvina Trueba                     | Gazdag földbirtokos és üzletasszony, Franco 1. felesége                             | 1    |
| Tatiana Jauregui        | Dominga                            | Cseléd az Elizondo-birtokon, később a Reyes-birtokon                                | 1-2  |
| Víctor Rodríguez        | Memo Duque                         | Bűnöző Armando szolgálatában                                                        | 1    |
| Álvaro García           | Genaro Carreño                     | Félix és Adela édesapja                                                             | 2    |
| Jacobo Montalvo         | Duván Clemente                     | Romina és Óscar fia                                                                 | 2    |
| Sebastián Vega          | Félix Carreño                      | Genaro fia, Adela testvére                                                          | 2    |

## Évados áttekintés
| Évad | Évad | Epizódok száma | Eredeti sugárzás  | Eredeti sugárzás     | Eredeti sugárzás | Magyar sugárzás | Magyar sugárzás | Magyar sugárzás |
| Évad | Évad | Epizódok száma | Évadpremier       | Évadfinálé           | Eredeti adó      | Évadpremier     | Évadfinálé      | Magyar adó      |
| ---- | ---- | -------------- | ----------------- | -------------------- | ---------------- | --------------- | --------------- | --------------- |
|      | 1.   | 188            | 2003. október 21. | 2004. szeptember 14. |                  | 2013            |                 |                 |
|      | 2.   | 71             | 2022. február 14. | 2022. május 31.      |                  |                 |                 |                 |